# Eunidia ziczac
Eunidia ziczac là một loài bọ cánh cứng trong họ Cerambycidae.